# Központi helyek elmélete
A központi helyek elmélete egy Walter Christaller nevéhez fűződő gazdasági térelmélet. Azt modellezi, hogy egy ideális, homogén térben hogyan oszlanának el a települések, amennyiben a piaci funkciójukra koncentrálunk. A kialakuló rendszer települései a hierarchia különböző fokán állnak, mivel különböző szintű szolgáltatásokat nyújtanak a vonzáskörzetük számára.
A központi helyek elméletét Christaller fő művében, az 1933-ban megjelent Die zentralen Orte in Süddeutschland című könyvben dolgozta ki. Azt állította, hogy egy régiót a központokból látnak el nagyobb értékű termékekkel és szolgáltatásokkal. Eredeti modelljében a központi helyeknek tíz szintjét különböztette meg. Elméletét a gyakorlatban a telefonvonalak számának és eloszlásának vizsgálatával tesztelte.

## Az elmélet feltevései
Az elmélet felállításához Christaller a következő egyszerűsítő feltételezéseket tette:
A tér homogenitása:
- Domborzatmentes, homogén, határtalan tér
- A lakosság eloszlása a térben megközelítőleg egyenletes
- Az erőforrások eloszlása a térben megközelítőleg egyenletes
- Az egyes egyének szükségletei, jövedelme és vásárlóereje azonos
- Minden irányban azonos közlekedési lehetőségek
- A közlekedés költségei egyenes arányban állnak a távolsággal

Közgazdasági feltevések:
- A termelők profitmaximalizálók

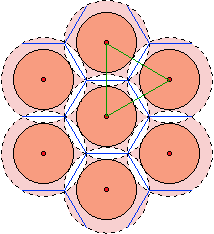
A vonzáskörzetek és a települések térbeli eloszlása

- A fogyasztók egyéni hasznosság-maximalizálók
- Tökéletes informáltság
- A termelők nem specializálódnak térbelileg

Az egyes termékekre két speciális távolság jellemző:
- Az alsó küszöb: a központi hely vonzáskörzetének az a minimális sugara, amely alatt a piac olyan kicsi, hogy az adott terméket nem éri meg kínálni.
- A felső határ: a központi hely vonzáskörzetének az a maximális sugara, amelynél többet a fogyasztók nem hajlandók utazni a termékért.

A közlekedésre vonatkozó feltevések miatt az alsó küszöb és a felső határ kör alakúak lesznek, középpontjukban a központi hellyel. Ahhoz, hogy minden terület el legyen látva az adott termékkel, és ez minél hatékonyabban történjen, egymástól azonos távolságban fekvő települések hálózatára van szükség, hatszög alakú ellátási körzetekkel hiánymentesen lefedve a teljes teret.

## Lásd még
- Gazdasági térelméletek
- Fraktál

## Külső hivatkozások
- Central Places Theory[halott link], hypergeo (angol)